# Slavink

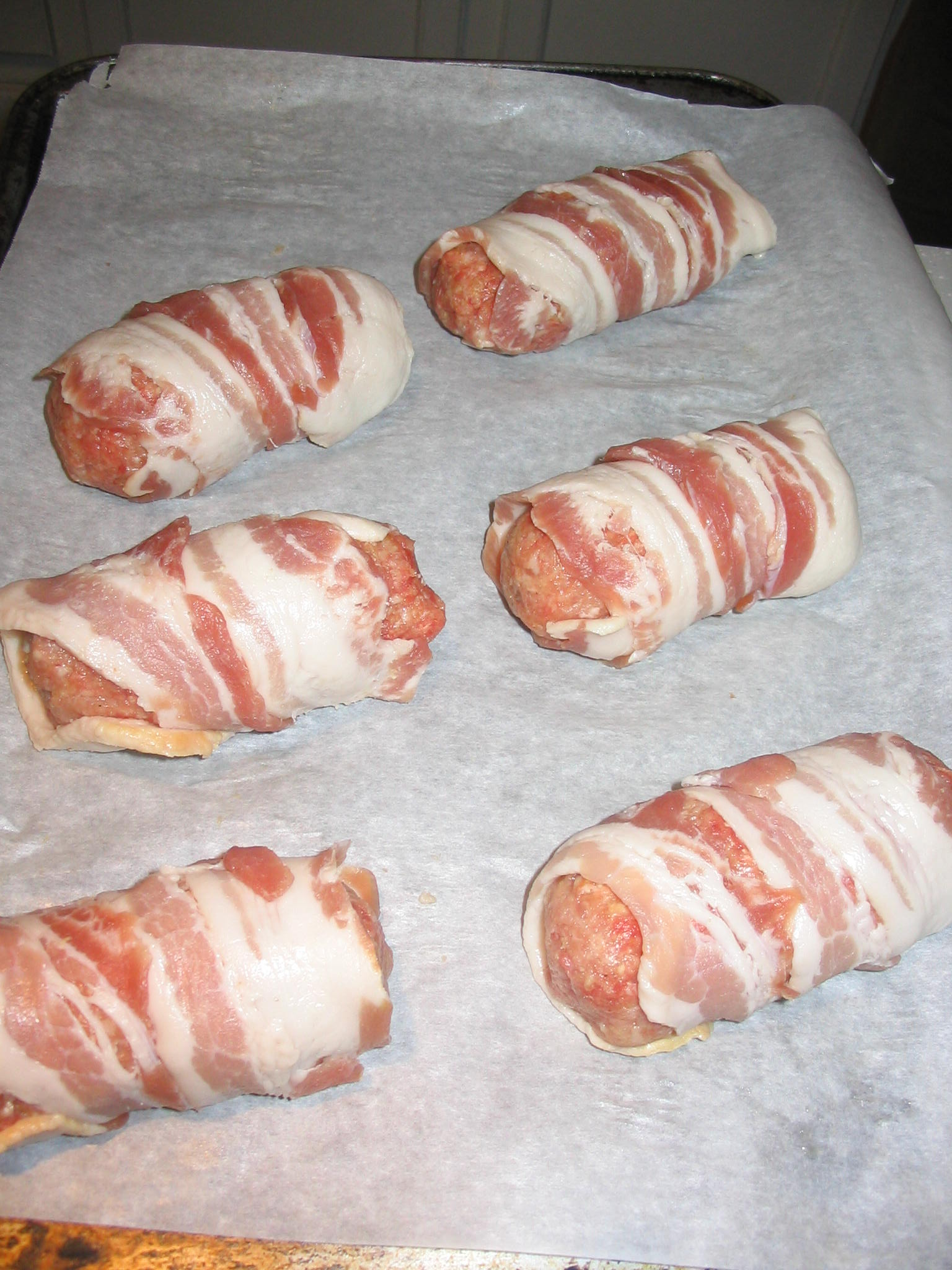
Slavinken

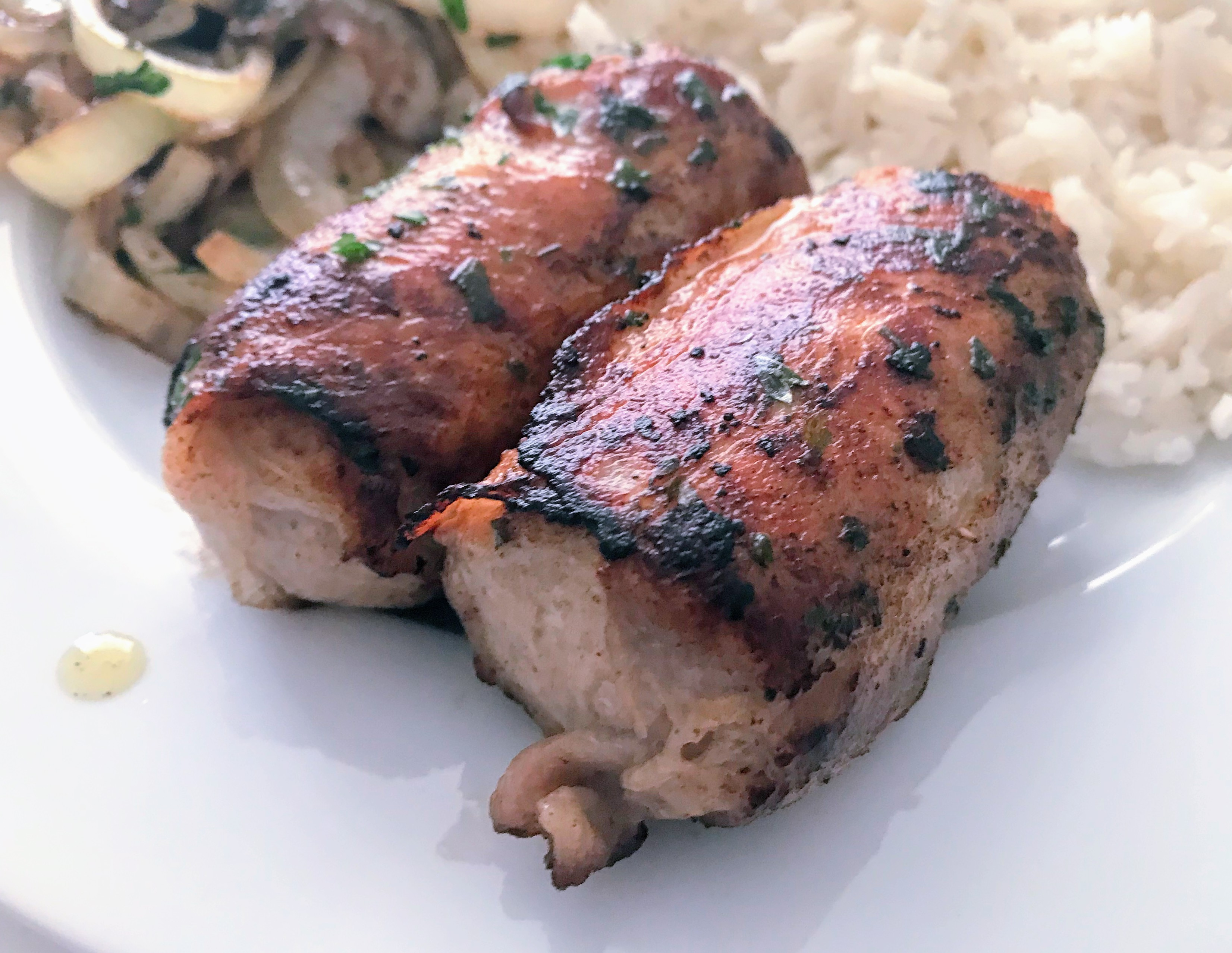
Gebakken slavinken

Een slavink is een rolletje  gehakt omwikkeld met spek, het is een variant van de al veel langer bestaande blinde vink.
Slager Jaap Boerwinkel uit Amersfoort maakte de slavink voor het eerst in 1952. Zijn collega Ton Spoelder uit Laren bedacht er de naam bij omdat het vleesproduct het best zou smaken met sla (er zijn echter ook bronnen die suggereren dat het een verkorting van slagersvink of een verbastering van slagvink zou zijn). Het was commercieel onmiddellijk een succes. Oorspronkelijk was een  slavink omwikkeld met drie plakjes spek. Slavinken worden gemaakt van varkensgehakt, rundergehakt of 'half-om-half'gehakt.
Een slavink wordt in boter of olie gebraden en gewoonlijk bij de warme maaltijd gegeten. Braden gebeurt op een niet te hoog vuur om te voorkomen dat het spek aanbrandt voordat het gehakt gaar is.